# Unterschächen
Unterschächen – miejscowość i gmina w Szwajcarii, w kantonie Uri. 

## Demografia
W Unterschächen mieszka 705 osób. W 2021 roku 1,4% populacji gminy stanowiły osoby urodzone poza Szwajcarią. 

## Współpraca
Miejscowości partnerskie:
- Aesch, Bazylea-Okręg
- Au, St. Gallen
- Grenchen, Solura

## Transport
Przez teren gminy przebiega droga główna nr 17.